# Orbiliopsis callistea
Orbiliopsis callistea är en svampart som beskrevs av Syd. 1924. Orbiliopsis callistea ingår i släktet Orbiliopsis, ordningen disksvampar, klassen Leotiomycetes, divisionen sporsäcksvampar och riket svampar.   Inga underarter finns listade i Catalogue of Life.